# 大田原市立金田北中学校
大田原市立金田北中学校（おおたわらしりつ かねだきたちゅうがっこう）は、栃木県大田原市市野沢にある公立中学校。

## 部活動
- ソフトテニス
- サッカー
- 剣道
- 野球
- ソフトボール
- バレーボール
- バスケットボール
- 文化

## 通学区域
大田原市立市野沢小学校・羽田小学校の通学区域に相当する。
大田原市
- 中田原の一部
- 町島の一部
- 荒井
- 岡
- 今泉の一部
- 戸野内
- 富池
- 市野沢
- 練貫
- 乙連沢
- 小滝の一部
- 羽田

## 進学前小学校
- 大田原市立市野沢小学校
- 大田原市立羽田小学校